# Virtus Pallacanestro Bologna 2010-2011
Questa voce raccoglie le informazioni riguardanti la Virtus Pallacanestro Bologna nelle competizioni ufficiali della stagione 2010-2011.

## Verdetti
- Serie A:
  - stagione regolare: 8ª classificata su 16 squadre (15-15);
  - playoff: eliminata ai quarti di finale (1-3) dalla Mens Sana Siena
- Coppa Italia: eliminata ai quarti dalla Sutor Montegranaro

## Stagione
La stagione 2010-2011 della Virtus Pallacanestro Bologna, sponsorizzata Canadian Solar, è la 73ª nel massimo campionato italiano di pallacanestro.
All'inizio della nuova stagione la Lega Basket decise di modificare il regolamento riguardo al numero di giocatori stranieri da schierare contemporaneamente in campo. Si decise così di optare per la scelta della formula con 6 giocatori stranieri di cui massimo 2 non appartenenti a Paesi appartenenti alla FIBA Europe.
Durante l'estate lasciano Bologna Michele Maggioli, David Moss, Diego Fajardo, LeRoy Hurd, Alex Righetti, Andre Collins, Kristjan Kangur e Aaron Jackson. Lascia inoltre il capitano Dušan Vukčević.
Vengono confermati Petteri Koponen, promosso capitano, Vikt'or Sanik'idze e Riccardo Moraschini. A formare il roster per la nuova stagione arrivano a Bologna Valerio Amoroso, Giuseppe Poeta, Marcelus Kemp, Jared Homan, Kennedy Winston, Niccolò Martinoni e Deividas Gailius.
La nuova stagione inizia con una sconfitta per 82-64 nella finale di Supercoppa Italiana sul parquet della Montepaschi Siena.
In campionato, dopo un buon avvio gli infortuni di Sanikidze e Winston frenano la squadra.
Il girone d'andata si chiude però con una buona quinta posizione (che vale l'accesso alle final eight di Coppa Italia) con otto vittorie sette sconfitte.
Il girone di ritorno si apre con le sconfitte a Cantù e Avellino intervallate dalla vittoria casalinga contro l'Enel Brindisi.
Sul mercato dopo il prestito di Marcelus Kemp ai turchi del Beşiktaş Istanbul e di Riccardo Moraschini all'Angelico Biella, alla Virtus arriva K.C. Rivers.
Il punto più basso della stagione è a Torino, nelle Final Eight di Coppa Italia dove la squadra viene sconfitta 73-82 dalla Sutor Montegranaro. I bianconeri conquistano comunque l'accesso ai playoff anche se in ottava posizione (che vale la sfida contro i campioni d'Italia di Siena).
Dopo le prime due partite la Virtus è sotto 2-0 (gara1 persa malamente, gara2 combattuta) ma si riscatta in gara3 sconfiggendo per 74-68 la corazzata del Montepaschi Siena. In gara4 comunque arriva la sconfitta per 62-81 con conseguente eliminazione.

## Roster
| Canadian Solar Bologna 2010-11 | Canadian Solar Bologna 2010-11 |
| Giocatori                      | Staff tecnico                  |
| ------------------------------ | ------------------------------ |

| N. | Naz.                                         | Ruolo | Nome                 | Anno | Alt.   | Peso   |  |
| -- | -------------------------------------------- | ----- | -------------------- | ---- | ------ | ------ |  |
| 5  | Stati Uniti (bandiera)                       | G     | K.C. Rivers          | 1987 | 195 cm | 92 kg  |  |
| 6  | Finlandia (bandiera)                         | P     | Petteri Koponen (C)  | 1988 | 194 cm | 88 kg  |  |
| 7  | Stati Uniti (bandiera) · Italia (bandiera)   | G     | Brett Blizzard       | 1980 | 191 cm | 91 kg  |  |
| 8  | Italia (bandiera)                            | P     | Giuseppe Poeta       | 1985 | 190 cm | 81 kg  |  |
| 9  | Italia (bandiera)                            | G     | Riccardo Moraschini  | 1991 | 191 cm | 80 kg  |  |
| 11 | Stati Uniti (bandiera) · Bulgaria (bandiera) | AC    | Jared Homan          | 1983 | 208 cm | 110 kg |  |
| 12 | Stati Uniti (bandiera)                       | GA    | Kennedy Winston      | 1984 | 198 cm | 97 kg  |  |
| 13 | Georgia (bandiera)                           | A     | Vikt'or Sanik'idze   | 1986 | 203 cm | 88 kg  |  |
| 14 | Italia (bandiera)                            | AC    | Niccolò Martinoni    | 1989 | 202 cm | 97 kg  |  |
| 15 | Lituania (bandiera)                          | GA    | Deividas Gailius     | 1988 | 200 cm | 94 kg  |  |
| 18 | Svezia (bandiera)                            | G     | Viktor Gaddefors     | 1992 | 201 cm | 91 kg  |  |
| 19 | Polonia (bandiera)                           | AC    | Jakub Parzeński      | 1991 | 209 cm | 98 kg  |  |
| 20 | Italia (bandiera)                            | PG    | Gabriele Spizzichini | 1992 | 194 cm | 80 kg  |  |
| 19 | Italia (bandiera)                            | AG    | Giulio Gazzotti      | 1991 | 201 cm | 94 kg  |  |
| 21 | Stati Uniti (bandiera)                       | A     | Marcelus Kemp        | 1984 | 196 cm | 100 kg |  |
| 24 | Italia (bandiera)                            | AG    | Valerio Amoroso      | 1985 | 190 cm | 78 kg  |  |
| 25 | Italia (bandiera)                            | P     | Riccardo Bottioni    | 1993 | 188 cm | 74 kg  |  |
| -  | Italia (bandiera)                            | A     | Nicola Bastone       | 1992 | 193 cm | 87 kg  |  |
| -  | Italia (bandiera)                            | G     | Luca Busi            | 1992 | 192 cm | 89 kg  |  |
| -  | Italia (bandiera)                            | A     | Francesco Canuti     | 1993 | 188 cm | 92 kg  |  |
| -  | Italia (bandiera)                            | A     | Agostino Donati      | 1993 | 194 cm | 90 kg  |  |
| -  | Italia (bandiera)                            | AC    | Simone Fabiani       | 1992 | 205 cm | 81 kg  |  |
| -  | Italia (bandiera)                            | P     | Matteo Fantinelli    | 1993 | 195 cm | 87 kg  |  |
| -  | Italia (bandiera)                            | G     | Riccardo Galeotti    | 1993 | 187 cm | 75 kg  |  |
| -  | Italia (bandiera)                            | G     | Fabio Marchi         | 1993 | 182 cm | 76 kg  |  |
| -  | Stati Uniti (bandiera)                       | AP    | Austin Nichols       | 1982 | 200 cm | 100 kg |  |
| -  | Svezia (bandiera)                            | PG    | Jonathan Person      | 1993 | 190 cm | 84 kg  |  |
| -  | Italia (bandiera)                            | G     | Andrea Tugnoli       | 1992 | 187 cm | 82 kg  |  |

| Allenatore                                                                                     |
| - Lino Lardo                                                                                   |
| Assistente/i                                                                                   |
| - Christian Fedrigo - Marco Sodini Legenda - (C) Capitano - (IN) Inattivo - Infortunato Roster |

## Mercato

### Sessione estiva
| Acquisti | Acquisti          | Acquisti           | Acquisti      | Acquisti |
| R.       | Nome              | da                 | Modalità      |          |
| -------- | ----------------- | ------------------ | ------------- | -------- |
| P        | Giuseppe Poeta    | Teramo Basket      | definitivo    |          |
| AP       | Deividas Gailius  | Šiauliai           | definitivo    |          |
| GA       | Kennedy Winston   | Virtus Roma        | definitivo    |          |
| AC       | Jared Homan       | Maroussi           | definitivo    |          |
| AC       | Niccolò Martinoni | Pall. Treviso      | definitivo    |          |
| AP       | Viktor Gaddefors  | Uppsala Basket     | definitivo    |          |
| A        | Marcelus Kemp     | Dinamo Sassari     | definitivo    |          |
| C        | Jakub Parzeński   | Śląsk Breslavia II | definitivo    |          |
| AG       | Valerio Amoroso   | Teramo Basket      | definitivo    |          |
| A        | Dan Werner        | Florida Gators     | definitivo    |          |
| C        | Riccardo Malagoli | N.B. Brindisi      | fine prestito |          |

| Cessioni | Cessioni            | Cessioni        | Cessioni       |
| R.       | Nome                | a               | Modalità       |
| -------- | ------------------- | --------------- | -------------- |
| AC       | Diego Fajardo       | Pall. Varese    | fine contratto |
| AP       | David Moss          | Mens Sana Siena | fine prestito  |
| AP       | Dušan Vukčević      | Crabs Rimini    | fine contratto |
| AG       | LeRoy Hurd          | Al Kuwait       | fine contratto |
| C        | Michele Maggioli    | Jesi Academy    | fine contratto |
| P        | Andre Collins       | V.L. Pesaro     | fine contratto |
| AP       | Kristjan Kangur     | Pall. Varese    | fine contratto |
| PG       | Aaron Jackson       | Bilbao Berri    | fine contratto |
| G        | Patricio Prato      | A. Costa Imola  | fine contratto |
| G        | Matteo Negri        | S.C. Gira       | prestito       |
| G        | Michele Vitali      | S.C. Gira       | prestito       |
| A        | Dan Werner          | Kaposvár        | prestito       |
| AG       | Luca Fontecchio     | S.C. Gira       | prestito       |
| AG       | Giulio Gazzotti     | S.C. Gira       | prestito       |
| AC       | Filippo Baldi Rossi | Perugia Basket  | prestito       |
| C        | Riccardo Malagoli   | S.C. Gira       | fine contratto |

### Dopo l'inizio della stagione
| Acquisti | Acquisti        | Acquisti    | Acquisti        | Acquisti      |
| R.       | Nome            | da          | data            | Modalità      |
| -------- | --------------- | ----------- | --------------- | ------------- |
| G        | K.C. Rivers     | Roanne      | 21 gennaio 2011 | definitivo    |
| AG       | Giulio Gazzotti | S.C. Gira   | 9 maggio 2011   | fine prestito |
| AP       | Austin Nichols  | Tofaş Bursa | 16 maggio 2011  | definitivo    |

| Cessioni | Cessioni            | Cessioni     | Cessioni         | Cessioni                |
| R.       | Nome                | a            | data             | Modalità                |
| -------- | ------------------- | ------------ | ---------------- | ----------------------- |
| G        | Brett Blizzard      | Free agent   | 30 novembre 2010 | rescissione consensuale |
| G        | Riccardo Moraschini | Pall. Biella | 27 gennaio 2011  | prestito                |
| A        | Marcelus Kemp       | Beşiktaş     | 9 febbraio 2011  | rescissione consensuale |